# JDS Takatsuki
Pour les articles homonymes, voir Takatsuki (homonymie).
Le JDS Takatsuki (DD-164)  est un destroyer de lutte anti sous-marine de la Force maritime d'autodéfense japonaise. Il est le navire de tête de la classe Takatsuki.

## Caractéristiques
Voici ces caractéristiques après sa modernisation entre 1985/1988.

### Armement
Missiles :
- 8 (2 × 4) AGM-84 Harpoon
- 1 (1 × 8) Raytheon Mk.29 avec 16 RIM-7M Sea Sparrow
- 1 (1 × 8) Mk.112 avec 8 RUR-5 ASROC

Artillerie :
- 1 FMC Automatic Mk.42 de 127/54 mm

Mortier :
- 1 (1 × 4) Bofors Type 71 de 375 mm

Torpilles:
- 6 (2 × 3) Type 68 de 324 mm avec 6 Honeywell Mk.46 mod.5 NEARTIP

### Électronique
- 1 radar de veille air Melco OPS-11B-Y
- 1 radar de veille surface JRC OPS-17
- 1 contrôle de tir Type 2-12B
- 2 contrôles de tir General Electric Mk.35
- 1 sonar actif d’attaque Nec SQS-35J
- 1 sonar passif remorqué EDO SQR-18 TACTASS
- 1 contrôle d’armes US Mk.56
- 1 contrôle d’armes Type 2-12B
- 1 système de combat OYQ-5
- 1 liaison 14
- 1 système SATCOM
- 2 (2 × 6) lance leurres Loral Hycor mk.36 SRBOC
- 1 détecteur radar Nec NOLR-6C
- 1 brouilleur radar Fujitsu OLT-3